# ابررایانه ملی شیخ بهایی
اَبَررایانهٔ ملی شیخ بهایی در دانشگاه صنعتی اصفهان قرار دارد. این ابررایانه با حمایت معاونت علمی و فناوری رئیس‌جمهور ایران در سال ۱۳۸۹ آغاز به کار کرد.
مراحل تحقیقاتی این ابررایانه از سال ۱۳۸۸ آغاز شد و پروژه در سال ۱۳۸۹ به مرحلهٔ اجرا درآمد.
این ابررایانه برای شبیه‌سازی‌های مختلف در شاخه‌ها مختلف علوم و صرفاً توسط پژوهشگران و شرکت‌های داخلی مورد استفاده قرار می‌گیرد. در همان آغاز به کار این ابررایانه به دلیل اختلاف مدیریتی میان رئیس وقت دانشگاه صنعتی اصفهان و عوامل اجرایی طرح ابررایانه این طرح به طور کامل متوقف شد اما بعداً دوباره با تغییرات مدیریتی در دانشگاه صنعتی اصفهان این ابررایانه به مرحلهٔ بهره‌برداری رسید.
این ابررایانه و ابررایانهٔ دانشگاه امیرکبیر همزمان با هم به عنوان دو پروژهٔ اصلی از بخشی از یک طرح کلی با عنوان گرید ملی بودند که قرار بود تعداد ابررایانه‌های ایران را به ۱۱ عدد افزایش داده و با اتصال آن‌ها به هم یک شبکهٔ گرید محاسباتی ایجاد کند که البته به هاله‌ای از ابهام رفت.
در ۲۶ مرداد ۱۳۹۸ آذری جهرمی وزیر ارتباطات ایران در توئیتی خبر از راه‌اندازی یک ابررایانهٔ نو با نام سیمرغ داد.